# Campionat d'Europa de seleccions nacionals de raquetbol
El Campionat europeu de seleccions nacionals de raquetbol és una competició organitzada per la Federació Europea de Raquetbol (ERF) que es disputa cada dos anys des de 1981.
| Campionat Europeu de seleccions nacionals de raquetbol | Campionat Europeu de seleccions nacionals de raquetbol | Campionat Europeu de seleccions nacionals de raquetbol | Campionat Europeu de seleccions nacionals de raquetbol | Campionat Europeu de seleccions nacionals de raquetbol | Campionat Europeu de seleccions nacionals de raquetbol |
|                                                        | Any                                                    | Seu                                                    | Campió masculí                                         | Campió femení                                          | Campió combinada                                       |
| ------------------------------------------------------ | ------------------------------------------------------ | ------------------------------------------------------ | ------------------------------------------------------ | ------------------------------------------------------ | ------------------------------------------------------ |
| I                                                      | 1981                                                   | Països Baixos                                          | -                                                      | -                                                      | Països Baixos                                          |
| II                                                     | 1983                                                   | Alemanya                                               | Irlanda                                                | Irlanda                                                | Irlanda                                                |
| III                                                    | 1985                                                   | Bèlgica                                                | Irlanda                                                | Irlanda                                                | Irlanda                                                |
| IV                                                     | 1987                                                   | Països Baixos                                          | Països Baixos                                          | Països Baixos                                          | Països Baixos                                          |
| V                                                      | 1989                                                   | França                                                 | Països Baixos                                          | Irlanda                                                | Països Baixos                                          |
| VI                                                     | 1991                                                   | Bèlgica                                                | Alemanya                                               | Irlanda                                                | Irlanda                                                |
| VII                                                    | 1993                                                   | Alemanya                                               | Alemanya                                               | Irlanda                                                | Alemanya                                               |
| VIII                                                   | 1995                                                   | Irlanda                                                | Gran Bretanya                                          | Irlanda                                                | Irlanda                                                |
| IX                                                     | 1997                                                   | Alemanya                                               | Alemanya                                               | -                                                      | Alemanya                                               |
| X                                                      | 1999                                                   | Alemanya                                               | Alemanya                                               | -                                                      | Alemanya                                               |
| XI                                                     | 2001                                                   | Irlanda                                                | Irlanda                                                | -                                                      | Irlanda                                                |
| XII                                                    | 2003                                                   | Països Baixos                                          | Irlanda                                                | Irlanda                                                | Irlanda                                                |
| XIII                                                   | 2005                                                   | Alemanya                                               | Alemanya                                               | Irlanda                                                | Alemanya                                               |
| XIV                                                    | 2007                                                   | Itàlia                                                 | Irlanda                                                | Irlanda                                                | Irlanda                                                |
| XV                                                     | 2009                                                   | França                                                 | Catalunya                                              | Catalunya                                              | Catalunya                                              |